# Дахнов, Николай Яковлевич
Никола́й Я́ковлевич Дахно́в (1862 — 1930) — выдающийся лесовод, лесничий Великоанадольского леса, садовник.

## Биография
Родился в 1862 году в Таврической губернии. Образование получил в Мелитопольском реальном училище и Петровско-Розумовской сельскохозяйственной академии (1882-1886), которую окончил со званием лесовода.
В течение 1886-1894 работал помощником лесничего Бешуйского лесничества (Крым), Азовского, Верхнеднепровского и Славяносербского лесничеств Екатеринославской губернии; был представителем Лесного ведомства.
В 1894-1919 работал заведующим Великоанадольским образцовым степным лесничеством и преподавателем низшей лесной школы.
В 1919 подал в отставку и поселился в г. Алушта, где развел сад с виноградником. Заложил в основу лесоразведения принцип подражания природе.

## Творчество
Дахнов разработал древесно-теневой (так называемый «дахновский») метод культуры дуба, который должен быть основной разновидностью древесных пород в степи, и метод выращивания насаждений с помощью лесошкол. Залогом успеха Николай Дахнов также считал предварительное (2-3-летнее) использование леса. Дахнов создал в Великоанадольском лесу 165 га лесных насаждений (насаждения по его методу и сейчас являются наиболее устойчивыми в Великоанадольском лесу), провёл реконструкцию культур своих предшественников; был инициатором закладки плодового питомника с многочисленными школами, вырастил маточный и показательный сады.
По примеру Дахнова в других степных лесничествах были разведены плодовые сады. Дахнов не издал ни одной публикации, но посвятил около 30 лет делу лесоразведения.
За успехи в работе Дахнов получил чин действительного статского советника, немало наград и знаков отличия; был известен как первоклассный знаток степного лесоразведения и лесокультурного дела в целом.